# Белогръда зеленоклюна тръстикарка
Белогръдата зеленоклюна тръстикарка (Amaurornis phoenicurus) е вид птица от семейство Rallidae. Видът е незастрашен от изчезване.

## Разпространение
Разпространен е в Бангладеш, Бутан, Британска индоокеанска територия, Бруней, Камбоджа, Китай, Рождество, Хонконг, Индия, Индонезия, Япония, Република Корея, Лаос, Макао, Малайзия, Малдивите, Мианмар, Непал, Оман, Пакистан, Филипини, Сингапур, Шри Ланка, Тайван, Тайланд, Източен Тимор, Обединените арабски емирства и Виетнам.